# Cincinnati Bengals 2006
La stagione 2006 dei Cincinnati Bengals è stata la 38ª della franchigia nella National Football League, la 41ª complessiva. La squadra non riuscì migliorare il record di 11-5 della stagione precedente scendendo a 8-8 e rimandendo fuori dai playoff. Fu la terza stagione con un bilancio di 8-8 nelle quattro di gestione di Marvin Lewis.

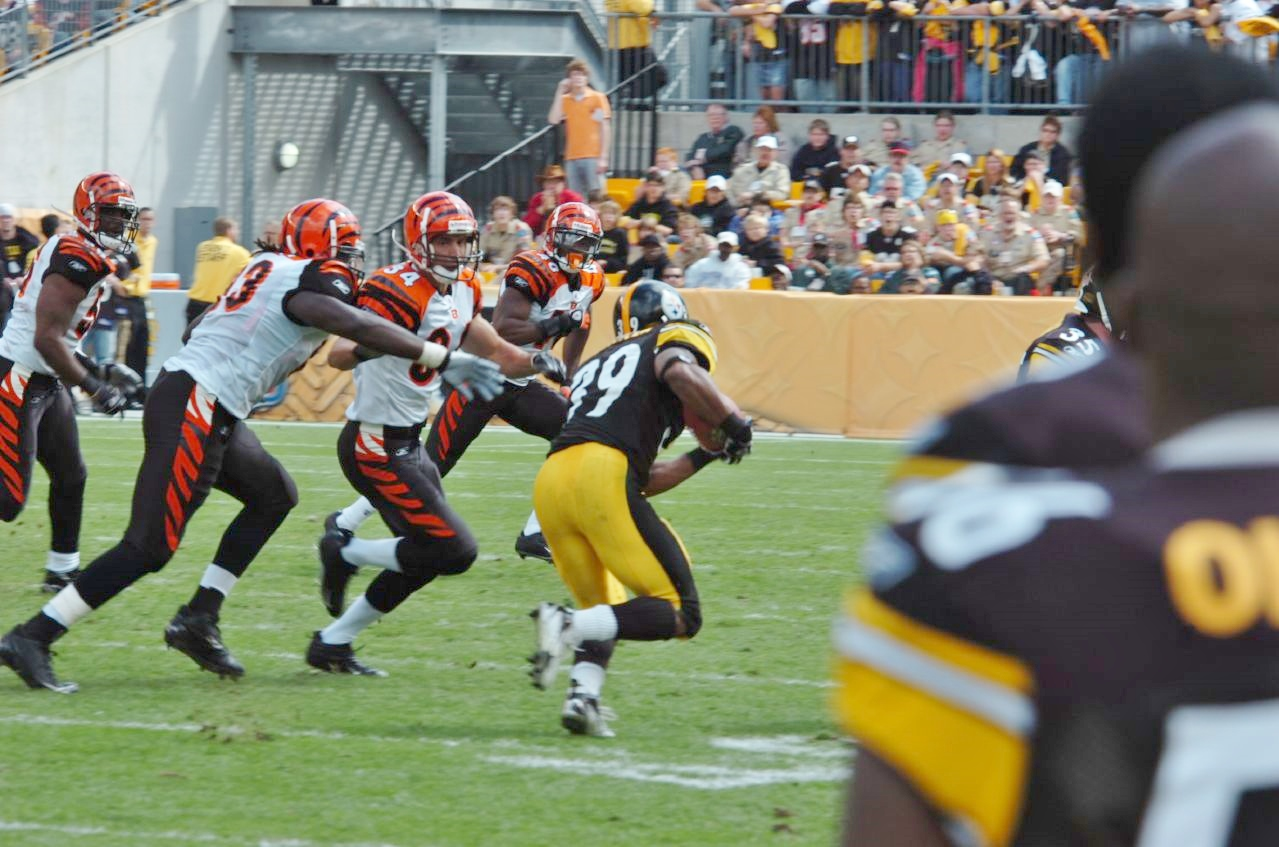
I Bengals contro Pittsburgh nella settimana 3

## Roster
| Roster dei Cincinnati Bengals nel 2006 |
| --- |
| Quarterback - 12 Doug Johnson - 9 Carson Palmer - 2 Anthony Wright Running Back - 31 Jeremi Johnson FB - 32 Rudi Johnson - 33 Kenny Watson - 35 Quincy Wilson Wide Receiver - 18 Skyler Green - 15 Chris Henry - 16 Glenn Holt KR - 84 T.J. Houshmandzadeh - 85 Chad Johnson - 10 Reggie McNeal Tight End - 82 Reggie Kelly - 86 Tony Stewart Offensive Linemen - 71 Willie Anderson T - 79 Stacy Andrews G - 53 Eric Ghiaciuc C - 76 Levi Jones T - 75 Scott Kooistra T - 65 Eric Steinbach G - 77 Andrew Whitworth G/T - 64 Ben Wilkerson C - 63 Bobbie Williams G Defensive Linemen - 95 Sam Adams DT - 68 Jonathan Fanene DE - 91 Robert Geathers DE - 94 Domata Peko DT - 98 Bryan Robinson DE - 90 Justin Smith DE - 66 Shaun Smith DT - 97 John Thornton DT Linebacker - 50 Ahmad Brooks MLB - 57 Andre Frazier OLB - 93 Rashad Jeanty OLB - 59 Landon Johnson OLB - 58 Caleb Miller OLB - 52 A.J. Nicholson MLB - 56 Brian Simmons MLB - 55 Marcus Wilkins OLB Defensive Back - 36 John Busing SS - 28 Dexter Jackson SS - 34 Kevin Kaesviharn FS - 20 Tory James CB - 44 Herana-Daze Jones SS - 22 Johnathan Joseph CB - 43 Ethan Kilmer FS - 24 Deltha O'Neal CB - 25 Keiwan Ratliff CB/PR - 40 Madieu Williams FS Special Team - 17 Shayne Graham K - 19 Kyle Larson P - 48 Brad St. Louis LS/TE Lista delle riserve - 21 Rashad Bauman CB (IR) - 74 Rich Braham C (IR) - 81 Bennie Brazell WR (IR) - 27 Greg Brooks CB (IR) - 83 Antonio Chatman WR (IR) - 70 Adam Kieft OT (PUP) - 42 Anthony Mitchell S (IR) - 23 Chris Perry RB (IR) - 88 Tab Perry WR (IR) - 99 David Pollack LB (IR) - 92 Frostee Rucker DE (IR) - 51 Odell Thurman LB (Sospeso) - 87 Kelley Washington WR (IR) - 30 Terrence Whitehead RB (IR) Squadra di allenamento - 49 Tim Day TE - 80 Ronnie Ghent TE (Practice squad/Injured) - 89 Gregg Guenther TE - 78 Eric Henderson DE - 68 Nate Livings G - 38 Chris Manderino FB - 73 Alan Reuber OT - 67 Ryan Hayslip C/G - 29 Brandon Williams CB |
| Legenda - I rookie sono in corsivo. - Il primo ruolo è il principale mentre gli eventuali successivi indicano i ruoli secondari. - (IR) sta per Injured Reserve ed indica la lista ristretta per un solo giocatore infortunato che può tornare ad allenarsi dopo la settimana 6 e a rientrare in prima squadra dopo che questa ha giocato 8 partite. - (NF-Inj.) / (NF-Ill.) stanno rispettivamente per Non-Football Injured e Non-Football Illness ed indicano le liste dove viene inserito un giocatore che ha un infortunio o una malattia non dipendente dal football americano. - (PUP) sta per Physically Unable to Perform ed indica la lista dove viene inserito un giocatore mentre è in attesa di recuperare la condizione fisica. Nella stagione regolare dopo la sesta partita giocata dalla propria squadra, il giocatore ha tempo tre settimane per riprendere ad allenarsi, più tre settimane aggiuntive dal suo rientro agli allenamenti per rientrare in prima squadra. |

## Calendario
| Stagione regolare |                    |                         |                    |                    |                            |                    |
| Turno             | Data               | Avversario              | Risultato          | Record             | Pubblico                   | Sintesi            |
| 1                 | 10 settembre       | at Kansas City Chiefs   | V 23–10            | 1–0                | Arrowhead Stadium          | Recap              |
| 2                 | 14 settembre       | Cleveland Browns        | V 34–17            | 2–0                | Paul Brown Stadium         | Recap              |
| 3                 | 24 settembre       | at Pittsburgh Steelers  | V 28–20            | 3–0                | Heinz Field                | Recap              |
| 4                 | 1 ottobre          | New England Patriots    | S 13–38            | 3–1                | Paul Brown Stadium         | Recap              |
| 5                 | Settimana di pausa | Settimana di pausa      | Settimana di pausa | Settimana di pausa | Settimana di pausa         | Settimana di pausa |
| 6                 | 8 ottobre          | at Tampa Bay Buccaneers | S 13–14            | 3–2                | Raymond James Stadium      | Recap              |
| 7                 | 22 ottobre         | Carolina Panthers       | V 17–14            | 4–2                | Paul Brown Stadium         | Recap              |
| 8                 | 29 ottobre         | Atlanta Falcons         | S 27–29            | 4–3                | Paul Brown Stadium         | Recap              |
| 9                 | 5 novembre         | at Baltimore Ravens     | S 20–26            | 4–4                | M&T Bank Stadium           | Recap              |
| 10                | 12 novembre        | San Diego Chargers      | S 41–49            | 4–5                | Paul Brown Stadium         | Recap              |
| 11                | 19 novembre        | at New Orleans Saints   | V 31–16            | 5–5                | Louisiana Superdome        | Recap              |
| 12                | 26 novembre        | at Cleveland Browns     | V 30–0             | 6–5                | Cleveland Browns Stadium   | Recap              |
| 13                | 4 dicembre         | Baltimore Ravens        | V 13–7             | 7–5                | Paul Brown Stadium         | Recap              |
| 14                | 10 dicembre        | Oakland Raiders         | V 27–10            | 8–5                | Paul Brown Stadium         | Recap              |
| 15                | 18 dicembre        | at Indianapolis Colts   | S 16–34            | 8–6                | RCA Dome                   | Recap              |
| 16                | 24 dicembre        | at Denver Broncos       | S 23–24            | 8–7                | Invesco Field at Mile High | Recap              |
| 17                | 31 dicembre        | Pittsburgh Steelers     | S 17–23 (dts)      | 8–8                | Paul Brown Stadium         | Recap              |

## Classifiche
| AFC Central Division |    |    |   |      |     |      |     |     |     |
|                      | V  | S  | P | %    | DIV | CONF | PF  | PS  | STR |
| (2) Baltimore Ravens | 13 | 3  | 0 | .813 | 5–1 | 10–2 | 353 | 201 | V4  |
| Cincinnati Bengals   | 8  | 8  | 0 | .500 | 4–2 | 6–6  | 373 | 331 | S3  |
| Pittsburgh Steelers  | 8  | 8  | 0 | .500 | 3–3 | 5–7  | 353 | 315 | V1  |
| Cleveland Browns     | 4  | 12 | 0 | .250 | 0–6 | 3–9  | 238 | 356 | S4  |